# Rúben Vezo
Rúben Miguel Nunes Vezo (Setúbal, 25 april 1994) is een Portugees voetballer die doorgaans als centrale verdediger speelt. Hij verruilde Valencia CF in juli 2019 voor Levante UD, dat hem in het voorgaande halfjaar al huurde.

## Clubcarrière
Vezo kwam op vijftienjarige leeftijd bij Vitória Setúbal terecht. In 2013 werd hij bij het eerste elftal gehaald. Op 18 augustus 2013 debuteerde hij in de Primeira Liga tegen FC Porto. Op 4 november 2013 Vezo hij een vierjarig contract bij Valencia CF, dat een bedrag van rond de 1,6 miljoen euro betaalde voor de centrumverdediger. Hij speelde twaalf competitiewedstrijden in het shirt van Vitória Setúbal. Hij tekende een vijfjarig contract bij Los Che.

## Clubstatistieken
| Seizoen | Club            | Competitie       | Competitie | Competitie | Beker | Beker | Europa | Europa | Totaal | Totaal |
| Seizoen | Club            | Competitie       | Wed.       | Dlp.       | Wed.  | Dlp.  | Wed.   | Dlp.   | Wed.   | Dlp.   |
| ------- | --------------- | ---------------- | ---------- | ---------- | ----- | ----- | ------ | ------ | ------ | ------ |
| 2013/14 | Vitória Setúbal | Primeira Liga    | 12         | 0          | 3     | 1     | —      | —      | 15     | 1      |
| 2013/14 | Valencia CF     | Primera División | 8          | 1          | 0     | 0     | 0      | 0      | 8      | 1      |
| 2014/15 | Valencia CF     | Primera División | 7          | 0          | 3     | 0     | —      | —      | 10     | 0      |
| 2015/16 | Valencia CF     | Primera División | 15         | 0          | 6     | 0     | 6      | 1      | 27     | 1      |
| 2016/17 | Valencia CF     | Primera División | 1          | 0          | 0     | 0     | —      | —      | 1      | 0      |
| 2016/17 | → Granada CF    | Primera División | 18         | 0          | 1     | 0     | —      | —      | 19     | 0      |
| 2017/18 | Valencia CF     | Primera División | 19         | 0          | 7     | 1     | —      | —      | 26     | 1      |
| 2018/19 | Valencia CF     | Primera División | 4          | 0          | 5     | 0     | 3      | 0      | 12     | 0      |
| 2018/19 | → Levante UD    | Primera División | 15         | 2          | 0     | 0     | —      | —      | 15     | 2      |
| Totaal  | Totaal          | Totaal           | 99         | 3          | 25    | 2     | 9      | 1      | 133    | 6      |

## Interlandcarrière
Vezo maakte deel uit van verschillende Portugese nationale jeugdselecties.
1 Vegas ·
2 Son ·
3 Toño ·
4 Pier ·
5 Radoja ·
6 Duarte ·
7 León ·
9 Roger ·
10 Bardhi ·
11 Morales  ·
12 Malsa ·
13 Fernández ·
14 Vezo ·
15 Postigo ·
16 Rochina ·
17 Vukčević ·
18 De Frutos ·
19 Clerc ·
20 Miramón ·
21 Gómez ·
22 Melero ·
23 Coke ·
24 Campaña ·
25 Doukouré ·
34 Cárdenas ·
Coach: López